# Rigoberto Padilla
Rigoberto Padilla Reyes (Tegucigalpa, Francisco Morazán, Honduras; 1 de diciembre de 1985) es un futbolista hondureño. Juega de mediocampista y su último equipo fue el Lobos UPNFM de la Liga Nacional de Fútbol de Honduras .
Es hermano de Esdras Padilla.

## Selección nacional
Ha sido internacional con la Selección de fútbol de Honduras en 3 ocasiones. Su debut se produjo el 26 de marzo de 2008 en la victoria de 2-1 contra la Selección Colombia. Al año siguiente, Reinaldo Rueda, lo incluyó en la lista de jugadores convocados para la Copa de Oro 2009.

### Participaciones en Copa de Oro
| Copa de Oro      | Sede           | Resultado    |
| ---------------- | -------------- | ------------ |
| Copa de Oro 2009 | Estados Unidos | Cuarto lugar |

## Clubes
| Club                   | País     | Año         |
| ---------------------- | -------- | ----------- |
| Valencia               | Honduras | 2005 - 2006 |
| Hispano                | Honduras | 2007 - 2008 |
| Olimpia                | Honduras | 2009 - 2011 |
| Victoria               | Honduras | 2011 - 2012 |
| Olimpia                | Honduras | 2013        |
| Platense               | Honduras | 2014        |
| Nacional de Villanueva | Honduras | 2014        |
| Victoria               | Honduras | 2015        |
| Juticalpa F.C.         | Honduras | 2016        |
| Lobos UPNFM            | Honduras | 2018 - 2019 |

## Palmarés

### Campeonatos nacionales
| Título        | Club    | País     | Año  |
| ------------- | ------- | -------- | ---- |
| Clausura 2009 | Olimpia | Honduras | 2009 |
| Clausura 2010 | Olimpia | Honduras | 2010 |
| Clausura 2013 | Olimpia | Honduras | 2013 |

### Campeonatos internacionales
| Título                  | Club                         | País           | Año  |
| ----------------------- | ---------------------------- | -------------- | ---- |
| Preolímpico de Concacaf | Selección de Honduras Sub-23 | Estados Unidos | 2008 |